# Physiculus helenaensis
Physiculus helenaensis é uma espécie de peixe da família Moridae.
É endémica de Santa Helena (território).